# 如意寺 (豊田市)
如意寺（にょいじ）は、愛知県豊田市にある真宗大谷派の寺院である。山号を楽命山と称し、本尊は阿弥陀如来。

## 沿革
創建は1219年（承久元年）といい、当初は武蔵国豊島郡荒木（現在の埼玉県行田市付近）にあって満福寺と称したと伝えられる。源海（げんかい、1164年（長寛2年） - 1253年（建長5年））を開基とし、その門徒（荒木門徒）の本寺として栄えたという。源海は俗称を安藤隆光（日野真夏十一世安藤駿河守隆光）、藤原鎌足の末孫とされる板東武者で荒木村を領していたが、ある年に2児を一度に失ったことから発心して出家、親鸞の直弟子となり、関東六老僧の1人として名をなしたという。
荒木にほど近い中条（現在の埼玉県熊谷市付近）にあった中条氏とは次第に縁が深まり、満福寺第4世の範盛は中条景長の娘をめとっている。承久の乱以来三河国高橋荘の地頭職についていた中条氏は、13世紀中頃か、もしくは中条景長が当主であった14世紀前半に武蔵国から三河国に移住したといわれ、範盛の子で満福寺第5世であった了感は旅先の京からの帰りに訪ねた挙母城の中条長秀から満福寺の三河国移転を勧められ、1325年（正中2年）にこれを実現させることになる。移転当初は高橋荘青木原（あおきばら、現在の豊田市花本町付近）にあり、祖師堂・太子堂・開山堂などを建立しながら花本村を開村する。この頃、中条長秀から寺領として川湊・平江湊・越戸村を与えられたほか、本願寺の覚如から如の字を与えられて寺号を如意寺と改めている。
その後の1345年（貞和元年）に青木原から東方6キロメートルほどの山中の志多利郷（しだりごう、現在の豊田市石野町付近）へ移転、さらに1605年（慶長10年）の第12世道智の時に現在地に移転、近世以降は三河触頭三ヶ寺の一である勝鬘寺（愛知県岡崎市針崎町）の末寺として、東本願寺に所属することになる。

## 伽藍
当寺に残されている棟札によれば、本堂の前身堂が1665年（寛文5年）に建立されたことが知られるが、現在みられる伽藍は、19世紀前半（文政年間 - 天保年間）の第20世源秀の時代に整えられたものである。

### 本堂
境内の南西隅に東面して建つ大形の堂で、間口実長10間（約18.2メートル）、奥行11間（約20メートル）、入母屋造、桟瓦葺で、正面には向拝を付す。1958年（昭和33年）と1971年（昭和46年）に屋根の葺替え、2011年（平成23年）には屋根の葺替えと耐震補強工事が行われている。当堂が建立された年代を直接的に示す資料は残っていないが、本證寺（愛知県安城市）所蔵の『諸事記』（「文政六年覚」）により、1823年（文政6年）頃の建立であることが推測されるほか、棟梁が山本金四郎貞次という宮堂大工であること、他にも大工・木挽・石工といった工匠の名が知られる。飛び出した飛檐垂木（ひえんだるき）が緩やかな曲線を描いてそり上がる軒先、妻壁の大きな千鳥部分などが全体的に軽快な印象を与え、豊かな装飾や上質な造りから真宗本堂の発展完備された形式がよく示されているという。

### 書院
境内の北西隅にある建物で、「荒木如意寺系譜」（『禅餘自適』）は19世紀前半（文政年間 - 天保年間）の建立といい、現本堂の建立に際して仮堂として用いられたとも伝えられることから、具体的な建立の年代は1823年（文政6年）以前であろうとみられる。桁行5間（約9.1メートル）、梁間8間（約14.5メートル）、切妻造、桟瓦葺の四周に庇を巡らせる。間口2間（約3.6メートル）、奥行1間（約1.8メートル）の大床を付した上段の間を持つ、書院としては本格的な造りで、明確な秩序を持った間取りからも建築的な質の高さがうかがえる。なお、1909年（明治42年）に北側の縁を半間拡張したほか、湯殿・便所を後補している。

### 山門
中型の四脚門で、境内の南東、本堂の正面に東面して建つ。切妻造・桟瓦葺の屋根、二軒（ふたのき）本繁垂木（ほんしげたるき）の軒、蔐懸魚（かぶらげきょ）を吊った拝みを持つ。2012年（平成24年）の屋根の取り替え工事に発見された墨書によれば、1826年（文政9年）の建立という。主要な材料としてツガが用いられ、。

### 鐘楼
境内の南側の傾斜地に基壇が作られ、その上の東側に建つ。桁行・梁間共に1間（約1.8メートル）、入母屋造、桟瓦葺、二軒繁垂木（しげだるき）とし、主要な材料としてケヤキが用いられる。寺伝によれば建立は1755年（宝暦5年）とされ、本堂や山門よりも古い遺構とみられる。

### 太鼓楼
境内の東、築地塀の内側にある木造二階建の建物で、前述の「荒木如意寺系譜」は19世紀前半（文政年間 - 天保年間）の建立であるとする。下層は桁行6間（約10.9メートル）、梁間3間（約5.5メートル）、入母屋造、桟瓦葺、一軒疎垂木（まばらだるき）という構成で、茶所として利用されていた西と中央の2室と物入れの東の1室の、あわせて3室より成る。下層の屋根の中央上部に上層を設け、桁行・梁間共に2間（約3.6メートル）、入母屋造、桟瓦葺、一軒疎垂木とし、内部に太鼓を吊る。建立以来長らく荒廃していたものを、1981年（昭和56年）に大改造が施され、西の室は土間、中央と東の室は床張りで茶室として利用されることになった。2015年（平成27年）にも修理が実施され、外観が当初の姿に復することになる。太鼓楼は浄土真宗の伽藍に特有の大型建造物であるが、西三河地域での遺構はきわめて少なく、豊田市内では他に守綱寺（豊田市寺部町）のものが知られる程度である。

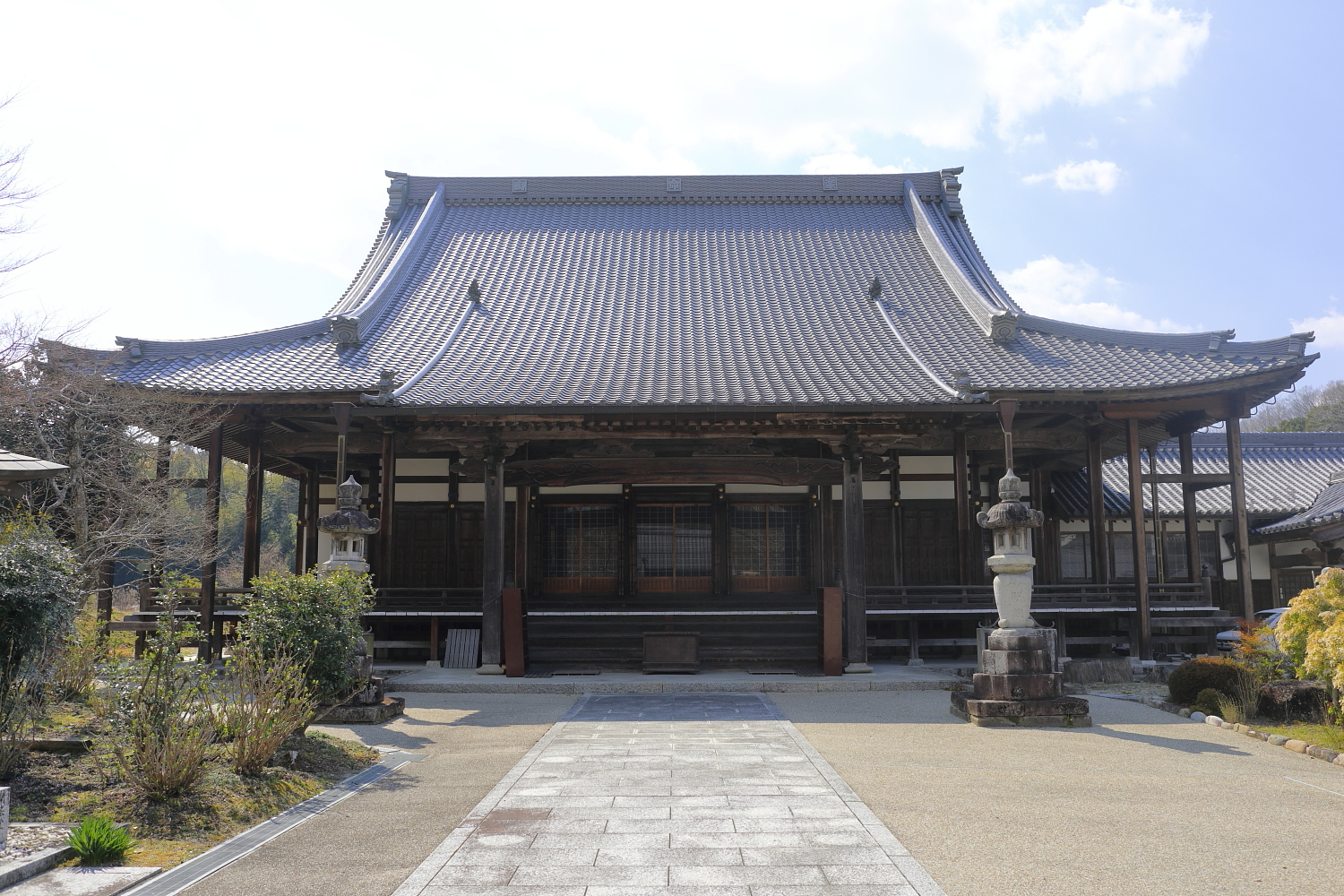
本堂 （2019年（平成31年）4月）
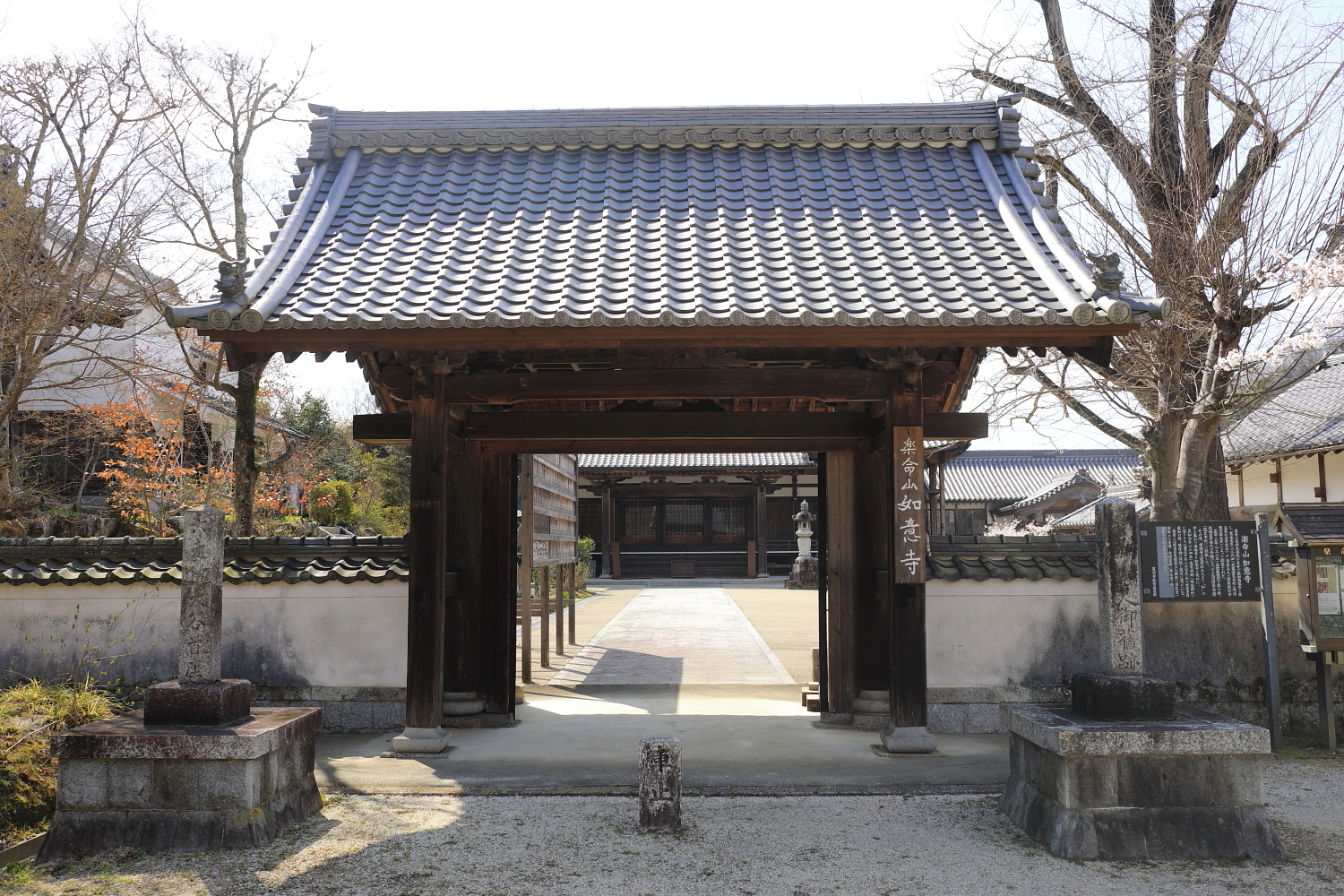
山門 （2019年（平成31年）4月）
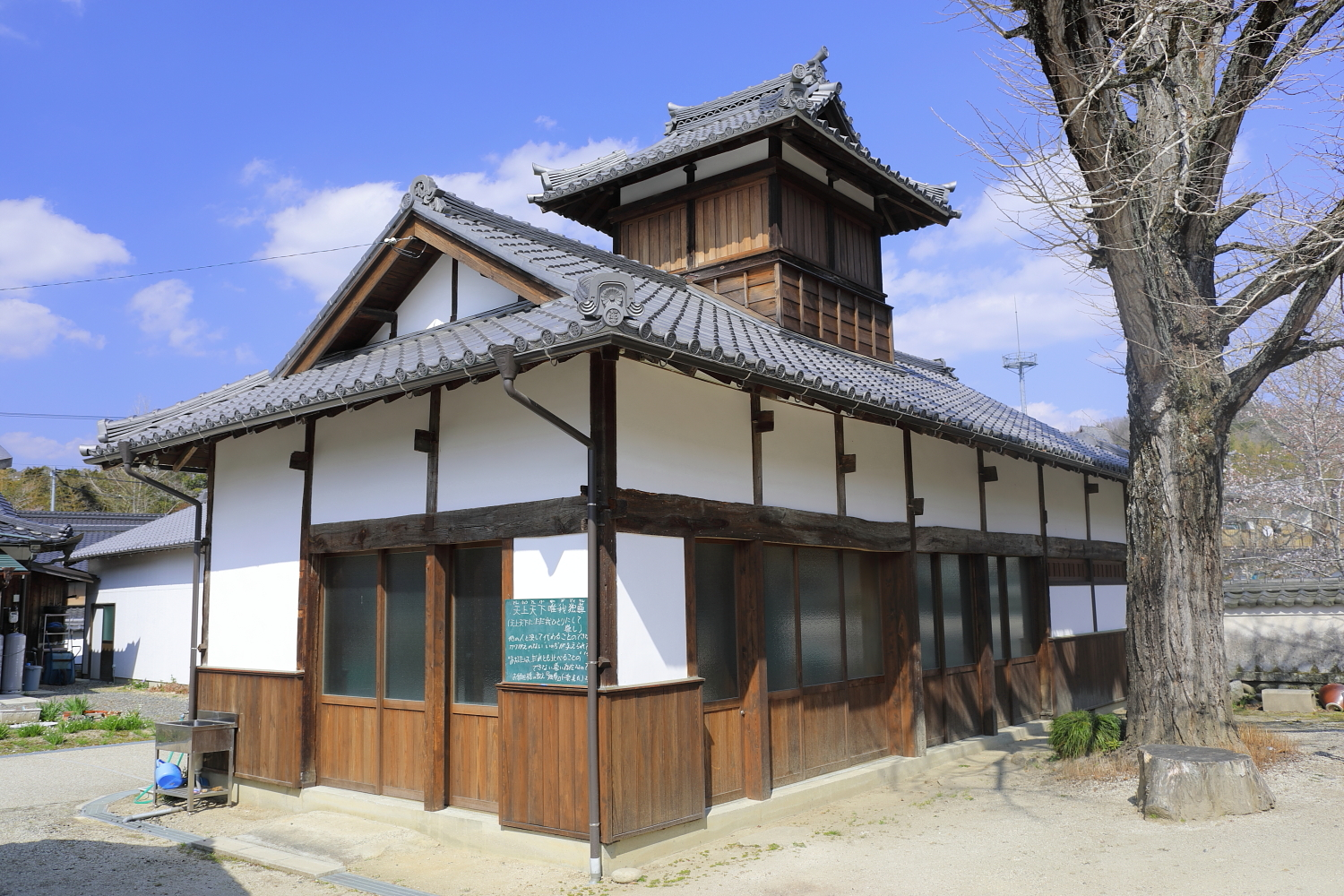
太鼓楼 （2019年（平成31年）4月）
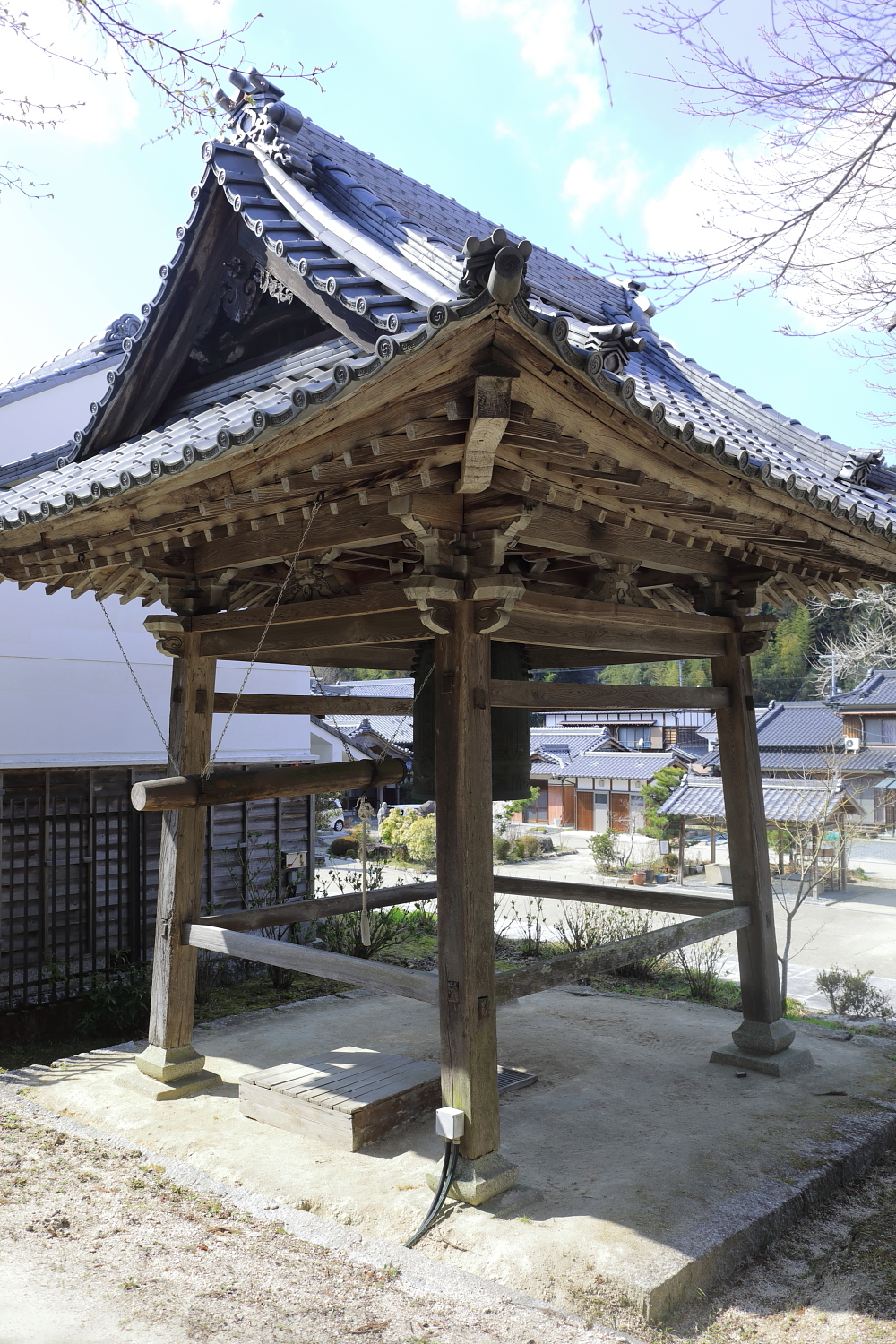
鐘楼 （2019年（平成31年）4月）

## 儀式・法要
- 1月 - 修正会（しゅしょうえ）
- 4月 - 開山忌（かいさんき）
- 8月 - 永代経（えいたいきょう）
- 11月 - 報恩講（ほうおんこう）

## 文化財

### 絵画
- 親鸞聖人絵伝（しんらんしょうにんえでん）三幅
  - 南北朝時代（一説に1354年（文和3年））の製作、掛幅装・絹本着色、縦149.0センチメートル・横81.5センチメートル。 『絹本著色親鸞上人絵伝』として国の重要文化財に指定（1967年（昭和42年）6月15日）[16]。
  - 真宗では、親鸞の生涯の行状が覚如と絵師の浄賀によって1295年（永仁3年）に図様化されたものを絵伝と呼び、それが長らく描き継がれているが[17]、全国の真宗寺院に広く流布している定形化された四幅本とは異なり、本図のような三幅本の形態は絵伝の中でも古い部類に属し、かつ完成度の高い絵画作品といわれる[16]。親鸞の生誕から荼毘までの20～21場面からなり、それが3幅に分けられている[17]。妙源寺（愛知県岡崎市大和町）に伝わる絵伝は本図に先行する鎌倉時代のもので、本図はおおむねこの妙源寺本を踏襲しているが、笹竹にまたがって遊ぶ範宴（幼児期の親鸞）の様子などは本図独特の描写とされる[16]。

- 方便法身尊像（ほうべんほっしんそんぞう）一幅
  - 1518年（永正15年）頃の製作、掛幅装・絹本着色、縦93.6センチメートル・横38.9センチメートル[10]。
  - 本願寺第9世実如からの下付物で、寺院が形成される以前の本願寺門末道場で本尊として礼拝されたものである。蓮台に立ちながら正面を向き、来迎印および摂取不捨印を結ぶ阿弥陀如来の像で、頭部の1点より48条の光明が放たれている[10]。

- 光明本尊（こうみょうほんぞん）一幅
  - 南北朝時代の製作、掛幅装・絹本着色、縦122.3センチメートル・横80.6センチメートル[18]。

- 光明九字名号（こうみょうくじみょうごう）一幅
  - 室町時代の製作、掛幅装・紙本着色、縦162.6センチメートル・横46.0センチメートル[19]。
  - 真宗では、教団が形成される以前の門流や教団の中で、6文字（南無阿弥陀仏）・8文字（南无不可思議光仏）・9文字・10文字（帰命盡十方无㝵光如来）の名号が礼拝の対象とされているが、本図もその一例で、蓮台の上に金泥籠文字の「南无不可思議光如来（なむふかしぎこうにょらい）」が乗り、42条の光明を放つ[19]。『末寺触下絵讃之控』（勝鬘寺蔵）には本図を開基源海が親鸞より賜ったものとする記述があるが、製作年代を鎌倉時代までさかのぼらせるのは難しいとみられる[19]。

- 聖徳太子孝養像（しょうとくたいしこうようぞう）
  - 1758年（宝暦8年）製作、東本願寺第18世従如からの下付物という[20]。

- 親鸞像（しんらんぞう）
  - 1679年（延宝7年） - 1700年（元禄13年）の間の製作、東本願寺第16世一如からの下付物という[20]。

- 親鸞像（しんらんぞう）
  - 画中墨書に承久元年（1219年）とあるが、江戸時代の製作と推定される[20]。

- 顕如像（けんにょぞう）
  - 1605年（慶長10年）製作、東本願寺第12世教如からの下付物という[20]。

- 二河白道図（にがびゃくどうず）
  - 三幅図で、近代の製作と推定される[20]。

### 彫刻
- 源海上人坐像（げんかいしょうにんざぞう）
  - 南北朝時代の製作、像高39センチメートル、横42センチメートル。『木造源海上人坐像』として豊田市指定文化財（彫刻）（1977年（昭和52年）3月18日）[4]。
  - 像主は本寺の開基である源海で、本人の自作と伝わる[21]。桧材寄木造、玉眼、黒漆塗りであったものが剥落が激しく現状はおおむね素地表しとなっている。法衣の上に袈裟をかけ、顔は正面向き、両手は合掌、下半身は結跏趺坐する[4]。本像の材料に潤沢な樹脂分と特有の粘りがある三河桧の使用が考えられることから、当寺が武蔵国から三河国に移転した1325年（正中2年）以降の南北朝時代に製作されたものとみられる[22]。なお、2012年（平成24年）の修復時に玉眼の裏から紙片が見つかり、1585年（天正13年）に修理が行われたことが判明している[22]。

### 書跡・典籍
- 大般若経（だいはんにゃきょう）
  - 豊田市指定文化財（書跡・典籍・文書）（1976年（昭和51年）3月3日）。
  - 明治時代に当寺の住職であった源理によって収集されたもので、巻275・巻344の2巻が菟足神社（愛知県豊川市小坂井町字宮脇）が所蔵する大般若経（国の重要文化財）の僚巻、巻89・巻341・巻594の3巻が金蓮寺（愛知県西尾市吉良町饗場）が所蔵する写経大般若経（西尾市指定文化財）の僚巻であるという[3]。

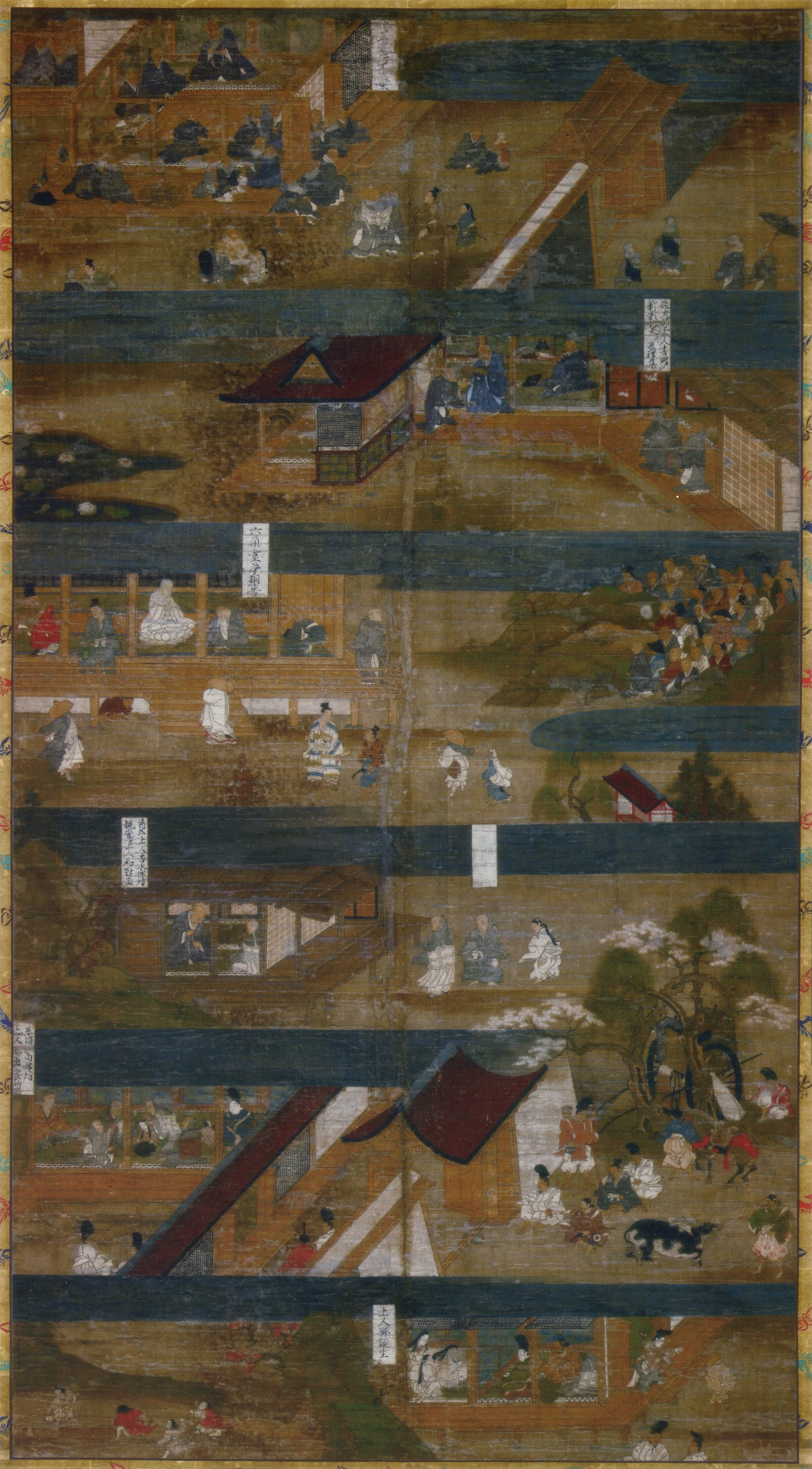
『親鸞聖人絵伝　第一幅』
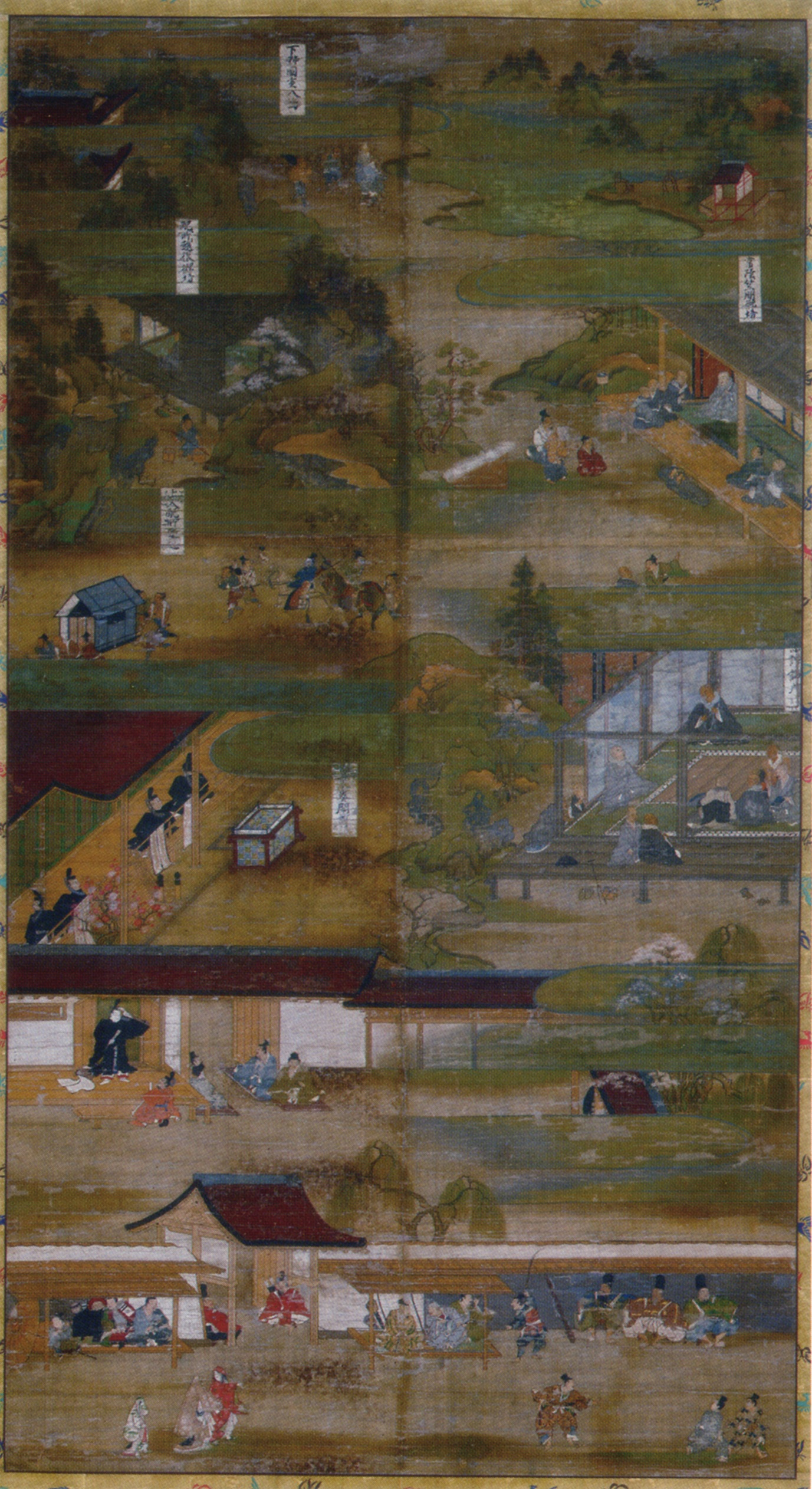
『親鸞聖人絵伝　第二幅』
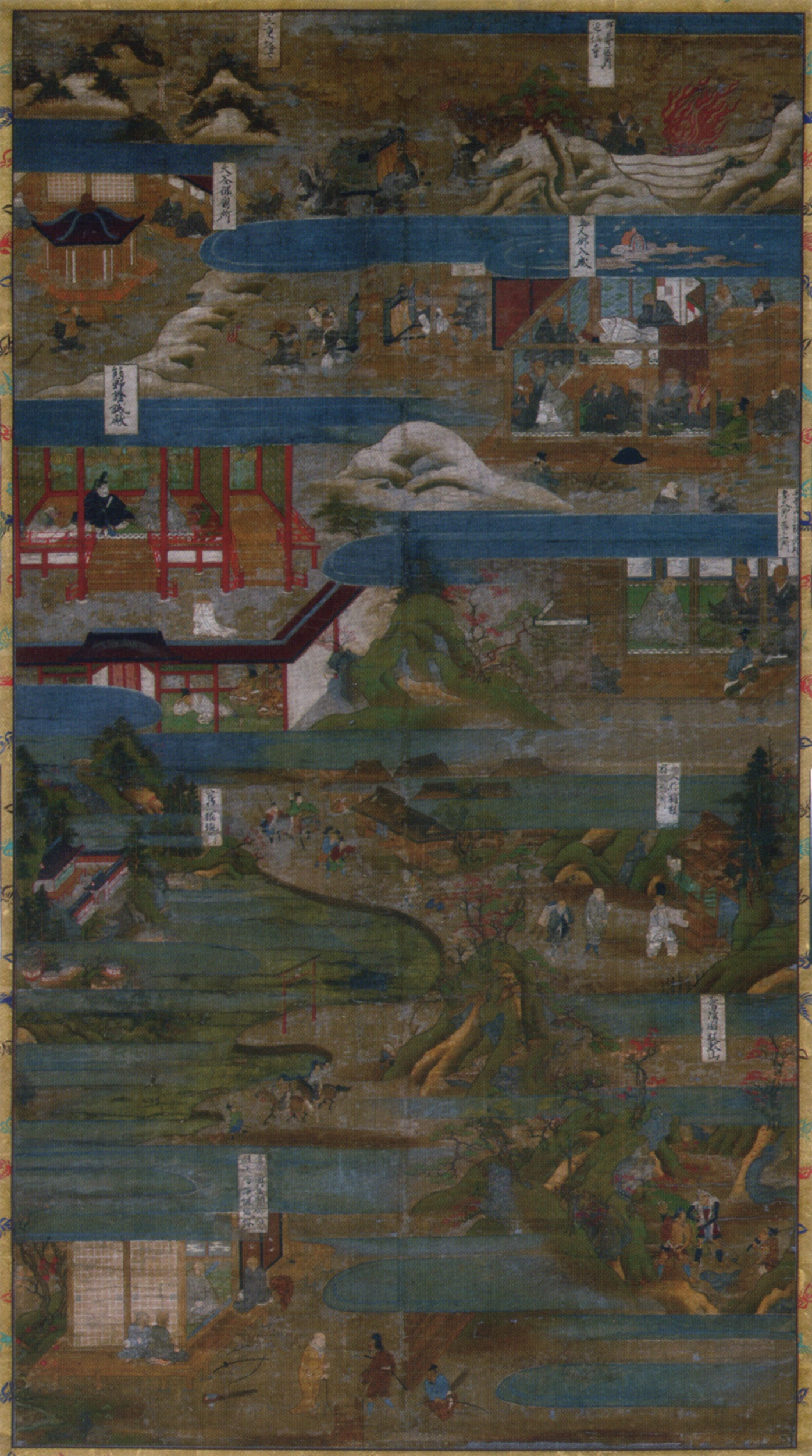
『親鸞聖人絵伝　第三幅』
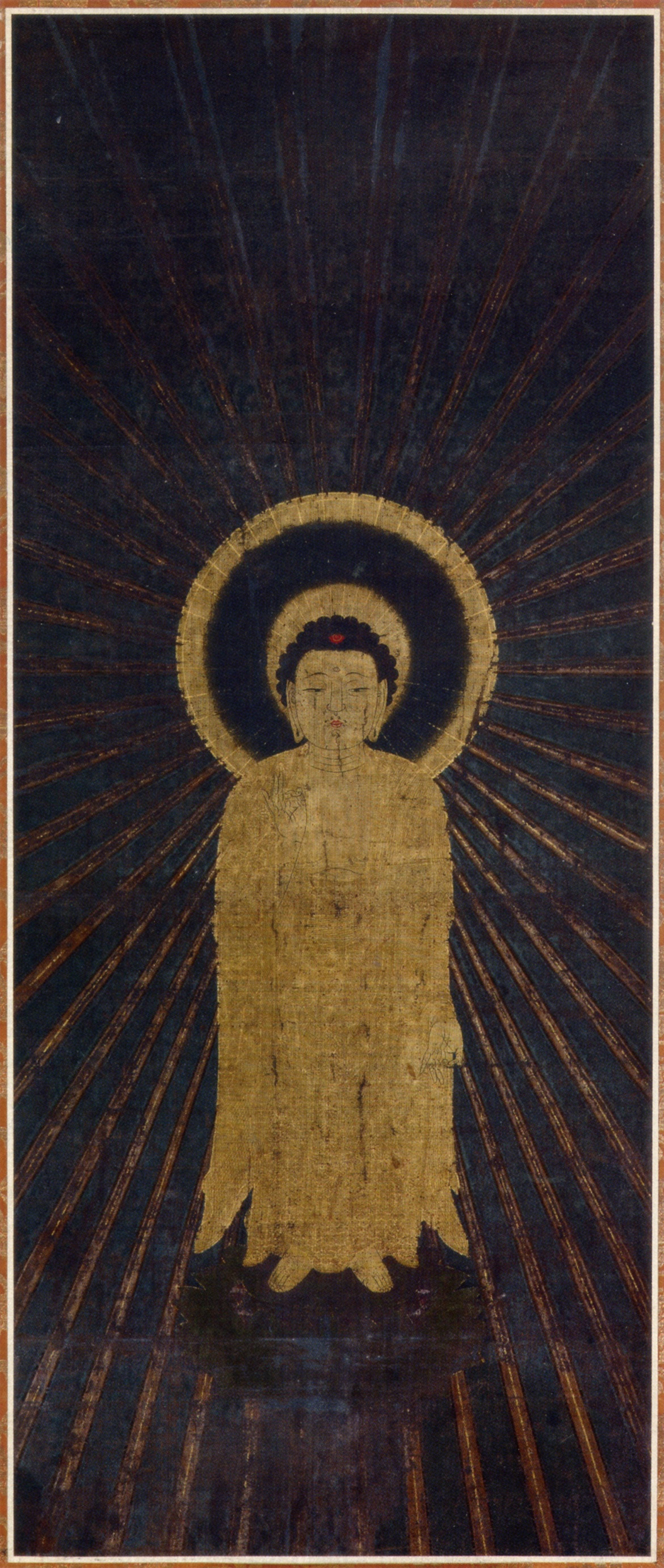
『方便法身尊像』
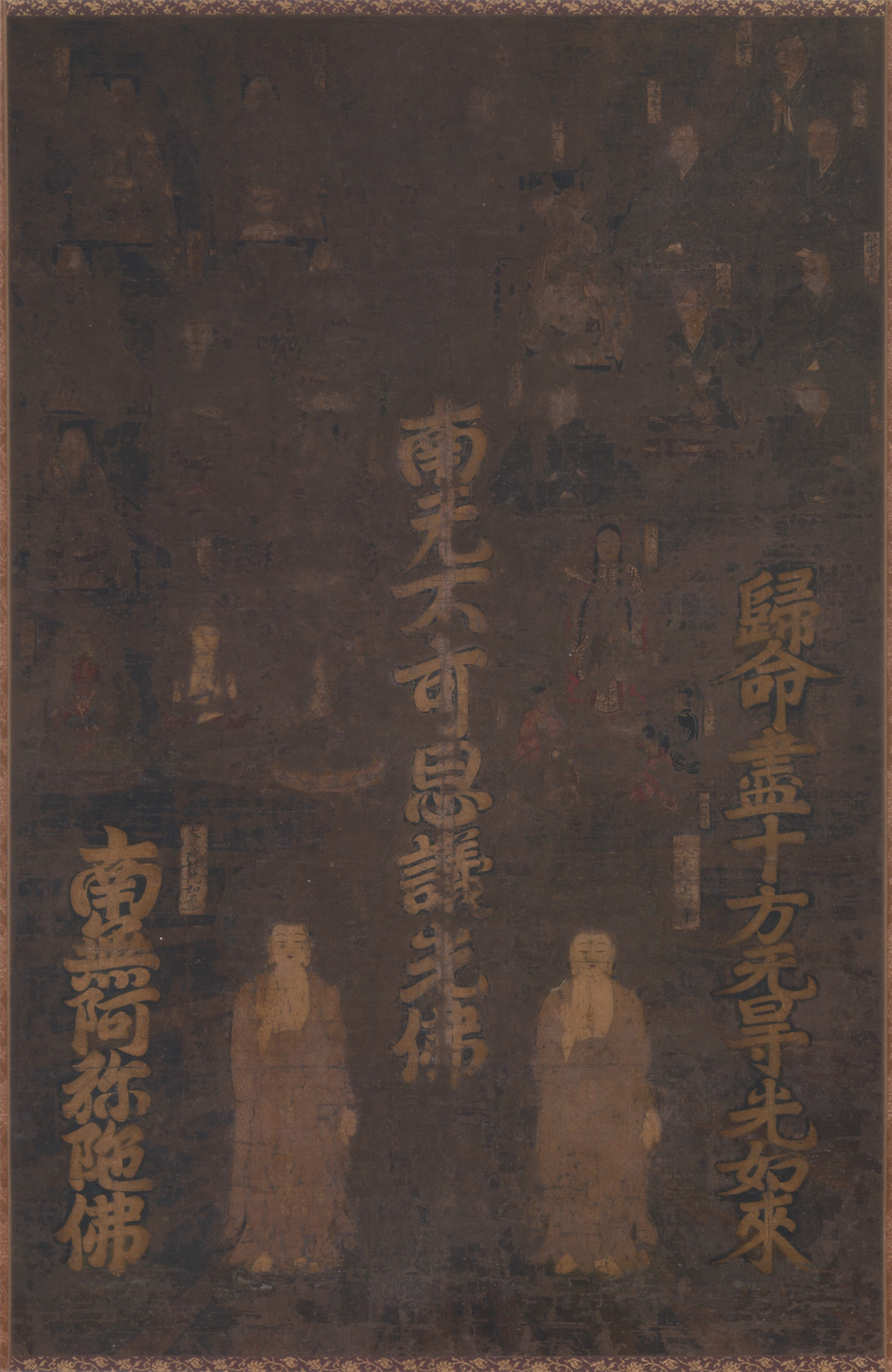
『光明本尊』
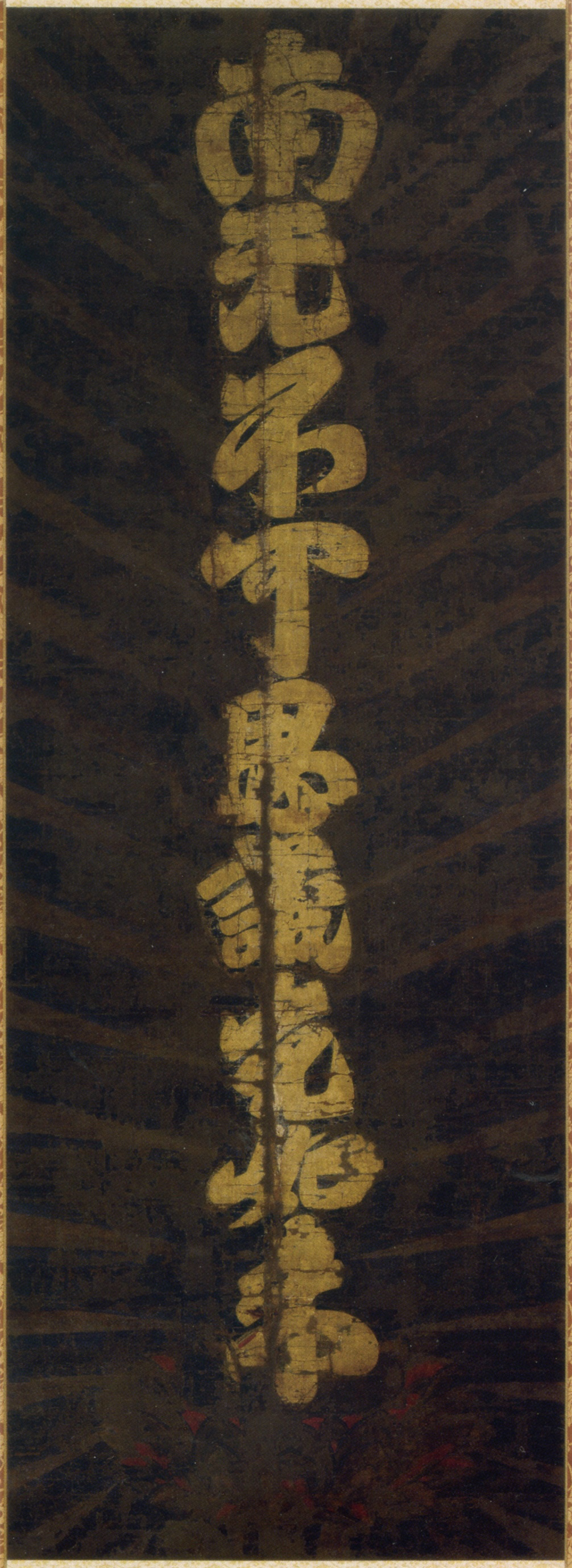
『光明九字名号』

### 登録有形文化財
以下の建造物5件は2013年（平成25年）3月29日付で国の登録有形文化財に登録。
- 如意寺本堂
- 如意寺書院
- 如意寺山門
- 如意寺鐘楼
- 如意寺太鼓楼

## 交通アクセス
- 名鉄三河線 平戸橋駅から車で約15分。